# ربيعة (قبيلة عراقية)
ربيعة هي قبيلة عراقية معاصرة تنتشر في بغداد والموصل وديالى وعموم العراق ويبلغ تعداد نفوسها 300 الف نسمة. وكانت لهم إمارة ربيعة في العراق في العصر العثماني.
ينتمي الرئيس العراقي محمد نجيب الربيعي إلى هذه القبيلة.

## عشائر ربيعة
| - المياح - بنو تغلب - الباويه - البغلانيه - عبوده - عجرش - عتاب - الذهيبات - الحيدري - البو حسين - الرويشد - آل علي - السراي | - الأنباريون - كريش - البو صجم - البو مشكور - البيضان - الشحمان - البو جمعة - الهريشات - السباتات - اولاد زيد - البو أسد - البو حسين - السراج |

## النسب
- ربيعة بن نصر بن الحارث بن نمارة بن لخم.[5] من تنوخ من النبط
- وقيل ربيعة بن نزار بن معد بن عدنان[6]